# Miamis Grand Prix 2023
Miamis Grand Prix 2023, officiellt Formula 1 Crypto.com Miami Grand Prix 2023, var ett Formel 1-lopp som kördes den 7 maj 2023 på Miami International Autodrome i Miami i USA. Det var det femte loppet ingående i Formel 1-säsongen 2023 och kördes över 57 varv.

## Ställning i mästerskapet före loppet
| Pos. | Förare            | Poäng |
| ---- | ----------------- | ----- |
| 1    | Max Verstappen    | 93    |
| 2    | Sergio Pérez      | 87    |
| 3    | Fernando Alonso   | 60    |
| 4    | Lewis Hamilton    | 48    |
| 5    | Carlos Sainz, Jr. | 34    |

| Pos. | Konstruktör           | Poäng |
| ---- | --------------------- | ----- |
| 1    | Red Bull              | 180   |
| 2    | Aston Martin-Mercedes | 87    |
| 3    | Mercedes              | 76    |
| 4    | Ferrari               | 62    |
| 5    | McLaren-Mercedes      | 14    |

- Notering: Endast de fem bästa placeringarna i vardera mästerskap finns med på listorna.

## Däckval
Däckleverantören Pirelli tog med sig däckblandningarna C2, C3 och C4 (betecknande hårda, medium respektive mjuka) för stallen att använda under tävlingshelgen.

## Kval
Sergio Pérez för Red Bull tog pole följt av Fernando Alonso för Aston Martin på andra plats och Carlos Sainz för Ferrari på tredje.
| Pos.                    | Nr. | Förare           | Konstruktör                | Kvaltider | Kvaltider | Kvaltider | Start- grid |
| Pos.                    | Nr. | Förare           | Konstruktör                | Q1        | Q2        | Q3        | Start- grid |
| ----------------------- | --- | ---------------- | -------------------------- | --------- | --------- | --------- | ----------- |
| 1                       | 11  | Sergio Pérez     | Red Bull Racing-Honda RBPT | 1:27.713  | 1:27.328  | 1:26.841  | 1           |
| 2                       | 14  | Fernando Alonso  | Aston Martin-Mercedes      | 1:28.179  | 1:27.097  | 1:27.202  | 2           |
| 3                       | 55  | Carlos Sainz Jr. | Ferrari                    | 1:27.686  | 1:27.148  | 1:27.349  | 3           |
| 4                       | 20  | Kevin Magnussen  | Haas-Ferrari               | 1:27.809  | 1:27.673  | 1:27.767  | 4           |
| 5                       | 10  | Pierre Gasly     | Alpine-Renualt             | 1:28.061  | 1:27.612  | 1:27.786  | 5           |
| 6                       | 63  | George Russell   | Mercedes                   | 1:28.086  | 1:27.743  | 1:27.804  | 6           |
| 7                       | 16  | Charles Leclerc  | Ferrari                    | 1:27.713  | 1:26.964  | 1:27.861  | 7           |
| 8                       | 31  | Esteban Ocon     | Alpine-Renualt             | 1:27.872  | 1:27.444  | 1:27.935  | 8           |
| 9                       | 1   | Max Verstappen   | Red Bull Racing-Honda RBPT | 1:27.363  | 1:26.814  | DNF       | 9           |
| 10                      | 77  | Valtteri Bottas  | Alfa Romeo-Ferrari         | 1:27.864  | 1:27.564  | DNS       | 10          |
| 11                      | 23  | Alexander Albon  | Williams-Mercedes          | 1:28.234  | 1:27.795  | N/A       | 11          |
| 12                      | 27  | Nico Hülkenberg  | Haas-Ferrari               | 1:27.945  | 1:27.903  | N/A       | 12          |
| 13                      | 44  | Lewis Hamilton   | Mercedes                   | 1:27.846  | 1:27.975  | N/A       | 13          |
| 14                      | 24  | Zhou Guanyu      | Alfa Romeo-Ferrari         | 1:28.180  | 1:28.091  | N/A       | 14          |
| 15                      | 21  | Nyck de Vries    | Alpha Tauri-Honda RBPT     | 1:28.325  | 1:28.395  | N/A       | 15          |
| 16                      | 4   | Lando Norris     | McLaren-Mercedes           | 1:28.394  | N/A       | N/A       | 16          |
| 17                      | 22  | Yuki Tsunoda     | Alpha Tauri-Honda RBPT     | 1:28.429  | N/A       | N/A       | 17          |
| 18                      | 18  | Lance Stroll     | Aston Martin-Mercedes      | 1:28.476  | N/A       | N/A       | 18          |
| 19                      | 81  | Oscar Piastri    | McLaren-Mercedes           | 1:28.484  | N/A       | N/A       | 19          |
| 20                      | 2   | Logan Sargeant   | Williams-Mercedes          | 1:28.577  | N/A       | N/A       | 20          |
| 107 %-gränsen: 1:33.478 |     |                  |                            |           |           |           |             |
| Källor:                 |     |                  |                            |           |           |           |             |

## Loppet
Loppet kördes den 7 maj 2023 klockan 15:30 lokal tid, 21:30 svensk tid.
| Pos.                                                                  | No. | Förare           | Konstruktör                | Varv | Tid/Bröt    | Grid | Poäng |
| --------------------------------------------------------------------- | --- | ---------------- | -------------------------- | ---- | ----------- | ---- | ----- |
| 1                                                                     | 1   | Max Verstappen   | Red Bull Racing-Honda RBPT | 57   | 1:27:38.241 | 9    | 261   |
| 2                                                                     | 11  | Sergio Pérez     | Red Bull Racing-Honda RBPT | 57   | +5.384      | 1    | 18    |
| 3                                                                     | 14  | Fernando Alonso  | Aston Martin-Mercedes      | 57   | +26.305     | 2    | 15    |
| 4                                                                     | 63  | George Russell   | Mercedes                   | 57   | +33.229     | 6    | 12    |
| 5                                                                     | 55  | Carlos Sainz Jr. | Ferrari                    | 57   | +42.5112    | 3    | 10    |
| 6                                                                     | 44  | Lewis Hamilton   | Mercedes                   | 57   | +51.249     | 13   | 8     |
| 7                                                                     | 16  | Charles Leclerc  | Ferrari                    | 57   | +52.988     | 7    | 6     |
| 8                                                                     | 10  | Pierre Gasly     | Alpine-Renualt             | 57   | +55.670     | 5    | 4     |
| 9                                                                     | 31  | Esteban Ocon     | Alpine-Renualt             | 57   | +58.123     | 8    | 2     |
| 10                                                                    | 20  | Kevin Magnussen  | Haas-Ferrari               | 57   | +1:02.945   | 4    | 1     |
| 11                                                                    | 22  | Yuki Tsunoda     | Alpha Tauri-Honda RBPT     | 57   | +1:04.309   | 17   |       |
| 12                                                                    | 18  | Lance Stroll     | Aston Martin-Mercedes      | 57   | +1:04.754   | 18   |       |
| 13                                                                    | 77  | Valtteri Bottas  | Alfa Romeo-Ferrari         | 57   | +1:11.637   | 10   |       |
| 14                                                                    | 23  | Alexander Albon  | Williams-Mercedes          | 57   | +1:12.861   | 11   |       |
| 15                                                                    | 27  | Nico Hülkenberg  | Haas-Ferrari               | 57   | +1:14.950   | 12   |       |
| 16                                                                    | 24  | Zhou Guanyu      | Alfa Romeo-Ferrari         | 57   | +1:18.440   | 14   |       |
| 17                                                                    | 4   | Lando Norris     | McLaren-Mercedes           | 57   | +1:27.717   | 16   |       |
| 18                                                                    | 21  | Nyck de Vries    | Alpha Tauri-Honda RBPT     | 57   | +1:28.949   | 15   |       |
| 19                                                                    | 81  | Oscar Piastri    | McLaren-Mercedes           | 56   | +1 varv     | 19   |       |
| 20                                                                    | 2   | Logan Sargeant   | Williams-Mercedes          | 56   | +1 varv     | 20   |       |
| Snabbaste varv: Max Verstappen (Red Bull Racing) – 1:29.708 (varv 56) |     |                  |                            |      |             |      |       |
| Källor:                                                               |     |                  |                            |      |             |      |       |